# ملاکاظم ازری
کاظم بن محمد بن ازری بغدادی معروف به ملا کاظم ازری شاعر عراقی نیمهٔ دوم سدهٔ دوازدهم هجری است. در سال ۱۱۴۳ ه‍.ق در بغداد متولد شد. قصیدهٔ هائیه از اشعار اوست که در مدح اهل بیت سروده است. این قصیده هزار بیت داشته که اکنون ششصد بیت آن موجود است. در سال ۱۲۱۱ ه‍.ق درگذشت و در کاظمین مدفون شد.